# Ellery Queen
Ellery Queen je pseudonym, pod kterým psali američtí bratranci Frederic Dannay (20. 10. 1905 – 3. 9. 1982) a Manfred Lee (11. 1. 1905 – 3. 4. 1971) své detektivní příběhy. Napsali šedesát románů, řadu rozhlasových a později televizních pořadů a vydávali měsíčník Ellery Queen's Mystery Magazine, který vychází dodnes a jeho současnou editorkou je Janet Hutchings.
Případy řeší dvojice detektivů, otec Richard a syn Ellery Queenové. Richard, inspektor newyorské policie, ztělesňuje pečlivé pátrání, shromažďování a vyhodnocování faktů. Ellery, mladík se zálibou v knihách a amatérský detektiv, do řešení vnáší brilantní dedukci a intuici. Nese stejné jméno jako pseudonym autorů, protože v románech jsou zmínky o tom, že Ellery své případy literárně zpracovává a vydává.
Po autorském duu Ellery Queen je pojmenována jedna z cen, udělovaná každoročně organizací Mystery Writers of America.

## Dílo
- The Roman Hat Mystery – 1929 (Zločin v Římském divadle)
- The French Powder Mystery – 1930 (Zločin v obchodním domě)
- The Dutch Shoe Mystery – 1931 (Zločin v Holandské nemocnici)
- The Greek Coffin Mystery – 1932
- The Egyptian Cross Mystery – 1932 (Egyptský kříž)
- The American Gun Mystery – 1933 (Záhada americké pistole)
- The Siamese Twin Mystery – 1933 (Příběh siamských dvojčat)
- The Chinese Orange Mystery – 1934 (Záhada čínského pomeranče)
- The Spanish Cape Mystery – 1935
- Halfway House – 1936 (Přestupní stanice)
- The Door Between – 1937
- The Devil to Pay – 1938
- The Four of Hearts – 1938 (Srdcová čtyřka)
- The Dragon's Teeth – 1939
- Calamity Town – 1942 (Město malérů)
- There Was an Old Woman – 1943 (Železná dáma)
- The Murderer is a Fox – 1945 (Vrahem je Fox)
- Ten day's Wonder – 1948 (Drama desatera dní)
- Cat of Many Tails – 1949
- Double, double – 1950
- The Origin of Evil – 1951 (Kořeny zla)
- The King is Dead – 1952 (Král je mrtev)
- The Scarlett Letters – 1953 (Psáno krví)
- Inspector Queen's Own Case – 1956
- The Finishing Stroke – 1958
- The Player on the Other Side – 1963
- And on the Eighth Day – 1964 (A osmého dne)
- The Fourth Side of Triangle – 1964 (Čtvrtá strana trojúhelníku)
- A Study in Terror – 1966
- The Devil's cook – 1967 (Ďábelské ragú)
- Face to Face – 1967 (Tváří v tvář)
- The House of Brass – 1968 (Tajemství kovového domu)
- The Last Woman in His Life – 1970
- A Fine and Private Place – 1971

Tři detektivní knihy napsal pod pseudonymem Ellery Queen (po dohodě s vydavatelem) také spisovatel science-fiction Jack Vance:
- The Four Johns – 1964
- A Room to Die In – 1965
- The Madman Theory – 1966